# Deletie (taalkunde)
Met deletie wordt het in de spraak weglaten van een of meer klanken bedoeld, die soms nog wel worden geschreven. Als het om klinkers gaat, zijn syncope en apocope mogelijke vormen van deletie. Met betrekking tot medeklinkers kan deletie in de diachrone taalkunde de laatste fase zijn van allerlei processen, bijvoorbeeld een voorafgaande lenitie van plosieven tussen twee klinkers in, iets dat met name in de geschiedenis van de Romaanse talen veel is voorgekomen (de klankverschuivingen in de Germaanse talen zijn voorbeelden van lenitie zonder deletie). 
Deletie vindt meestal plaats onder invloed van de fonologische context, en is dus tevens een soort sandhi (in feite de meest verregaande vorm hiervan).
Een voorbeeld van deletie in het Frans is het niet uitspreken van de laatste klank van petit ("klein").
Deletie dient te worden onderscheiden van elisie; dit laatste betreft uitsluitend de eindklank van een woord. Bovendien wordt met elisie meestal geen fonologisch verschijnsel bedoeld maar een stijlfiguur.    